# Bukovyna Airlines

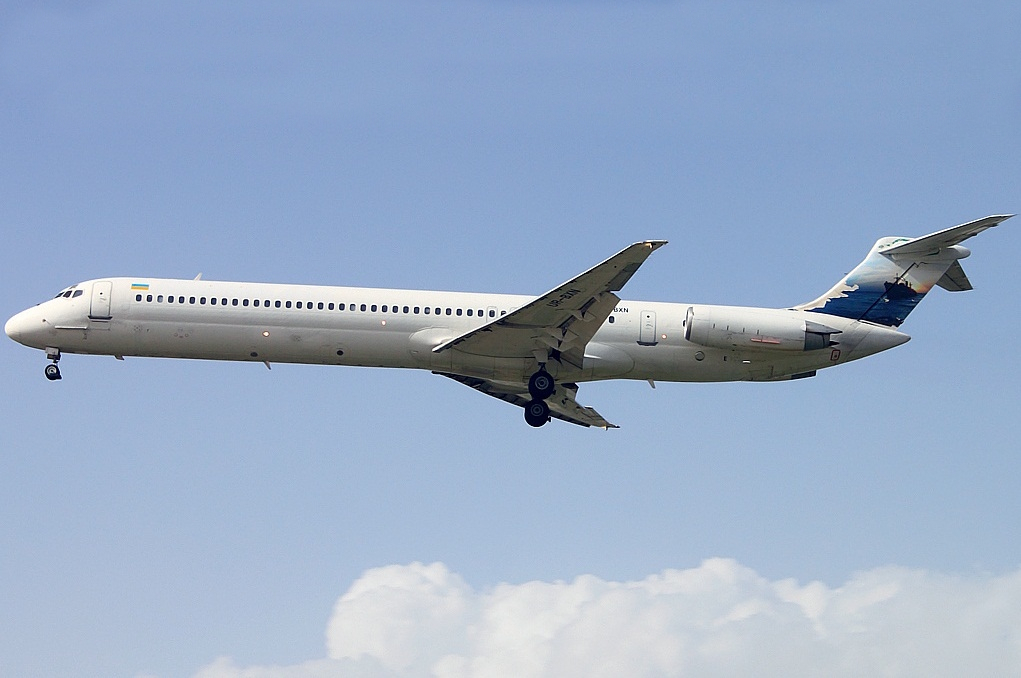
McDonnell Douglas MD-83 авиакомпании Bukovyna Airlines

Bukovyna Airlines, также известная как Bukovyna Aviation Enterprise, — упразднённая чартерная авиакомпания Украины со штаб-квартирой в Черновцах, работавшая на нерегулярных маршрутах из международного аэропорта Черновцы.

## История
Авиакомпания была образована в 1999 году.
В 2013 году Bukovyna Airlines являлась одной из двух украинских авиакомпаний, находящихся под санкциями правительства Соединённых Штатов Америки, которые были наложены по причине предоставления собственных самолётов McDonnell Douglas MD-80 американского производства иранским перевозчикам Mahan Air и Iran Air, в то время также находившимся под санкциями США.
В феврале 2021 года украинские власти отозвали лицензию оператора, вследствие чего Bukovyna Airlines полностью прекратила операционную деятельность.

## Воздушный флот
В сентябре 2020 года воздушный флот авиакомпании Bukovyna Airlines составляли следующие самолёты:

### Ранее в эксплуатации
- Boeing 737-500[6]
- British Aerospace BAe 146—300[6]
- Fokker 100[6]
- McDonnell Douglas MD-83[6]
- McDonnell Douglas MD-88[6]